# Kongresna Poljska
Kongresna Poljska (poljsko Królestwo Kongresowe, rusko Конгрессовая Польша, romanizirano Kongressovaja Polša) ali Kongresna kraljevina Poljska (rusko Царство Польское, romanizirano Carstvo Polskoje) je bila država, ustanovljena po Dunajskem kongresu leta 1815 kot polavtonomna poljska država, naslednica Napoleonove Varšavske vojvodine. Ustanovljena je bila potem, ko so Francozi po porazu Francije v napoleonskih vojnah prepustili Ruskemu imperiju del poljskega ozemlja. Leta 1915 je Kongresno Poljsko med prvo svetovno vojno nadomestilo nominalno Regentsko kraljestvo pod nemškim nadzorom,, dokler ni Poljska leta 1918 ponovno pridobila neodvisnost. 
Po delitvah Poljske ob koncu 18. stoletja je Poljska za 123 let prenehala obstajati kot neodvisna država. Ozemlje s poljskim prebivalstvom je bilo razdeljeno med Habsburško monarhijo, Kraljevino Prusijo in Ruskim imperijem. Po letu 1804 je imela Kongresna Poljska znotraj Avstrijskega cesarstva enak status kot Kraljevina Galicije in Lodomerije, ki se običajno imenuje tudi "avstrijska Poljska". Območje, ki je bilo vključeno v Prusijo, je bilo sprva avtonomno kot Velika poznanjska vojvodina izven Nemške zveze, vendar je bilo kasneje degradirano v prusko Poznanjsko provinco in nato leta 1866 priključeno Severnonemški zvezi, predhodnici Nemškega cesarstva. 
Kongresni Poljski je liberalna ustava teoretično podelila precejšnjo politično avtonomijo, vendar njeni vladarji, ruski carji, na splošno niso upoštevali nobenih omejitev svoje oblasti. Kongresna Poljska je bila torej le malo več kot marionetna država v personalni uniji z Ruskim carstvom. Avtonomija je bila močno okrnjena po vstajah v letih 1830–31 in 1863. Državo so začeli upravljati podkralji, kasneje pa so jo razdelili na gubernije (province). Od poljske avtonomije je od samega začetka ostala komaj kaj več kot fikcija.
Glavno mesto je bila Varšava, ki je proti začetku 20. stoletja za Sankt Peterburgom in Moskvo postala tretje največje mesto Ruskega imperija. Število prebivalcev Kongresne Poljske je bilo leta 1897 ocenjeno na 9.402.253, večinoma Poljakov, poljskih Judov, etničnih Nemcev, Ukrajincev, Litovcev in nekaj malega Rusov. Prevladujoča vera je bila rimskokatoliška. Uradni jezik je bila do propadle januarske vstaje leta 1863 poljščina, potem pa jo je posledično kot drugi uradni jezik zamenjala ruščina. V državi sta bila pogosta jezika tudi jidiš in nemščina. 
Ozemlje Kongresne Poljske je približno ustrezalo današnji regiji Kalicz in vojvodstvom Lublin, Łódź, Mazovija, Podlesje in Sveti križ na Poljskem ter jugozahodni Litvi in majhnemu delu okrožja Grodno v Belorusiji. 
Kongresna Poljska se je končala z velikim umikom ruskih sil leta 1915. Nasledila jo je generalna vlada v Varšavi, ki so jo ustanovili Nemci. Leta 1917 se je del ozemlja preimenoval v kratkotrajno Kraljevino Poljsko, državo stranko Centralnih sil, ki je imela namesto kralja regentski svet. 

## Poimenovanje
Čeprav je bilo uradno ime države Kraljevina Poljska (poljsko Królestwo Polskie, rusko Царство Польское, Carstvo Polskoe), se je za razlikovanje drugih poljskih kraljevin pogosto po Dunajskem kongresu imenovala Kongresna Poljska.

## Zgodovina
Kongresna Poljska je bila naslednica Varšavske vojvodine, od Francije odvisne države, ustanovljena na Dunajskem kongresu leta 1815, ko so velike sile po napoleonskih vojnah reorganizirale Evropo. Kraljevina je nastala iz delov poljskega ozemlja, razdeljenega med Avstrijo in Prusijo, ki ga je Napoleon Bonaparte leta 1807 preoblikoval v Varšavsko vojvodino. Po Napoleonovem porazu je bila usoda Varšavske vojvodine odvisna od Rusije, saj je Prusija vztrajala, da se vojvodina popolnoma odpravi. Car Aleksander I. je nameraval vojvodino in dele litovskih dežel, ki so bile zgodovinsko del poljsko-litovske skupne države, priključiti k Ruskemu imperiju, česar niti Avstrija niti Združeno kraljestvo nista odobravala. Avstrija je s podporo Združenega kraljestva pod kraljem Jurijem IV. izdala memorandum o vrnitvi k resolucijam iz leta 1795. 
Po Dunajskem kongresu je Rusija dobila večino Poljske, vključno z Varšavo, in po zadušitvi novembrske vstaje leta 1831 odpravila avtonomijo Kongresne Poljske. Poljaki so se odslej soočali z zaplembami lastnine, deportacijami, prisilnim služenjem vojaškega roka in zaprtjem njihovih univerz. Kraljevina je leta 1831 izgubila status suverene države in doživela reorganizacijo upravnih enot. Po zatrtju novembrske vstaje so bile njene lastne institucije in upravne enote ukinjene kot del povečane rusifikacije in vzpostavljanja tesnejše povezave z Ruskim carstvom. Država je kljub formalizirani priključitvi ozemlja ohranila določeno mero posebnosti in se je še naprej neuradno imenovala Kongresna Poljska do leta 1915, ko so Ruse z njenega ozemlja pregnale Centralne sile. 
Kraljestvo je imelo površino 128.500 km2 in na začetku približno 3,3 milijona prebivalcev. Nova država je bila ena najmanjših poljskih držav doslej, manjša od predhodne Varšavske vojvodine in veliko manjša od Poljsko-litovske skupne države, ki je imela površino 1 milijon km2 in več kot 10 milijonov prebivalcev. Število prebivalcev se je do leta 1870 povečalo na 6,1 milijona in do leta 1900 na 10 milijonov. V kraljestvu je živela večina etničnih Poljakov v Ruskem imperiju, čeprav so bile tudi zunaj njenih meja močne poljske in rimskokatoliške manjšine. 
Kongresna Poljska je bila ena redkih sodobnih ustavnih monarhij v Evropi na čelu z ruskim carjem, ki je služil kot samooklicani kralj Poljske. 

### Začetna neodvisnost
Poljsko kraljestvo iz leta 1815 je bilo teoretično polavtonomna država v personalni uniji z Rusijo skozi vladavino ruskega carja. Država je imela podedovano ustavo Kraljevine Poljske, eno najbolj liberalnih v Evropi 19. stoletja, parlament (sejm), odgovoren kralju, ki je lahko glasoval o zakonih, neodvisno vojsko, valuto, proračun, kazenski zakonik in carinsko mejo, ki jo je ločevala od ostalih ruskih dežel, demokratsko tradicijo (zlata svoboda) in osebno svobodo, ki jo je zelo cenilo zlasti plemstvo. V resnici so imeli kralji - ruski carji,  absolutno oblast in uradni naziv avtokrata in niso želeli nobenih omejitev svoje oblasti. Vsako nasprotovanje ruskemu carju je bilo zatrto in ruski uradniki niso upoštevali poljskih zakonov. Čeprav je bilo absolutno oblast, ki jo je zahtevala Rusija, zaradi poljskih liberalnih tradicij in institucij težko vzpostaviti čez noč, je neodvisnost kraljevine trajala le 15 let. Car Aleksander I. je sprva  uporabljal naslov poljski kralj in je bil dolžan upoštevati določbe ustave. Sčasoma so se razmere spremenile in podkralj, veliki knez Konstantin Pavlovič, je dobil skoraj diktatorska pooblastila. Rusija prenehala spoštovati poljske zakone. Leta 1819 je Aleksander I. odpravil svobodo tiska in uvedel cenzuro. V 20. letih 19. stoletja se je začel upor proti ruski oblasti. Ruska tajna policija, ki jo je vodil Nikolaj Nikolajevič Novosilcev, je začela s preganjanjem poljskih tajnih organizacij in leta 1821 je kralj ukazal ukinitev prostozidarstva, ki je predstavljalo poljsko patriotsko tradicijo. Od leta 1825 so seje parlamenta potekale tajno.

### Upori in izguba avtonomije
Aleksandrov naslednik Nikolaj I. je bil 24. maja 1829 v Varšavi okronan za poljskega kralja, vendar ni hotel priseči, da bo spoštoval ustavo, in je še naprej omejeval neodvisnost poljskega kraljestva. Nikolajevo vladanje je spodbujalo idejo o uradni narodnosti, sestavljeni iz pravoslavja, avtokracije in narodnosti. Za Poljake so te ideje pomenile asimilacijo: s postopno versko in kulturno spreobrnitvijo naj bi jih spremeniti v zveste carjeve podložnike. Načelo pravoslavja je bilo posledica posebne vloge, ki ga je imelo v Ruskem imperiju, saj je Cerkev tam  postajala del države, druge vere pa so bile diskriminirane. Papeških bul, na primer, v večinoma katoliškem Poljskem kraljestvu ni bilo več mogoče brati  brez soglasja ruske vlade. 
Nikolajeva vladavina  je pomenila tudi konec političnih tradicij na Poljskem. Odpravljene so bile demokratične institucije in namesto izvoljene je bila uvedena imenovana vlada. Odnosi med  državo in posameznikom so se povsem spremenili. Vse to je povzročilo nezadovoljstvo in odpor med poljskimi prebivalci. Januarja 1831 je sejm Nikolaja I. odstavil s položaja poljskega kralja kot odgovor na njegovo večkratno krčenje poljskih ustavnih pravic. Nikolaj se je odzval tako, da je na Poljsko poslal rusko vojsko, kar je povzročilo novembrsko vstajo.
Po  enajst mesecih upiranja je Kongresna Poljska izgubila status delne samostojnosti in se veliko tesneje povezala z Ruskim carstvom. Stanje je bilo formalizirano z izdajo Organskega statuta Kraljevine Poljske leta 1832. Statut je odpravil ustavo, vojsko in zakonodajno skupščino. V naslednjih 30 letih je vrsta ukrepov Poljsko še tesneje povezala z Rusijo. Leta 1863 je izbruhnila januarska vstaja, ki je trajala le dve leti, preden je bila zatrta. Neposredna posledica neuspele vstaje je bila odprava še zadnjih elementov poljske samostojnosti in država je bila neposredno vključena v Rusko carstvo. Njeno neuradno ime Privislinski kraj (rusko Privislinski krai), tj. 'Dežela Visla', je nadomestilo uradno ime  'Kraljevina Poljska'. Kraljevina je postala namestništvo pod oblastjo carjevega namestnika, dokler ni leta 1875 postala ruska gubernija.

## Vlada
Vlada Kongresne Poljske je bila opredeljena v ustavi Kraljevine Poljske iz leta 1815. Uradni vodja države je bil ruski car, ki se je štel za kralja Poljske. Država je imela svojo vlado, ki jo je poleg Sejma vodil podkralj Kongresne Poljske (poljsko namiestnik), Državni svet in Upravni svet. 
Teoretično je imela Kongresna Poljska eno najbolj liberalnih vladavin tistega časa v Evropi, v praksi pa je bila marionetna država Ruskega imperija, saj ruski uradniki pogosto niso upoštevali liberalnih določb ustave in avtonomije.
Poljščina je ostala uradni jezik do sredine 1860. let, ko jo je nadomestila ruščina. Posledica tega so bili dvojezični ulični napisi in dokumenti, vendar popolna implementacija cirilice v poljski jezik ni uspela. 

### Izvršilno vodstvo
Urad "namestnika" (podkralja) je bil na Poljskem uveden z ustavo iz leta 1815. Podkralja je izbral kralj med plemiči, državljani Ruskega carstva ali Kongresne Poljske. Podkralj je nadziral celotno javno upravo in v monarhovi odsotnosti predsedoval Državnemu svetu in Upravnemu svetu. Lahko je vložil veto na odločitve svetov, njegove odločitve pa je moral sopodpisati ustrezni vladni minister. Podkralj je imel široka pooblastila in je lahko predlagal kandidate za večino višjih vladnih položajev: ministre, senatorje, sodnike visokega sodišča, državne svetnike, referente, škofe in nadškofe. Na področju financ in zunanje politike ni imel pristojnosti. Njegova vojaška usposobljenost je bila različna. 
Položaj namestnika ni bil nikoli uradno odpravljen. Zadnji namestnik je bil kljub temu Friedrich Wilhelm Rembert von Berg, ki je na tem položaju služboval od leta 1863 do svoje smrti leta 1874. Njegov naslednik ni bil nikoli imenovan. Vloga namestnika je prešla na generalnega guvernerja Varšave, natančneje na guvernerja Varšavskega vojaškega okrožja. 
Generalni guverner je bil neposredno odgovoren carju in je imel mnogo širša pooblastila kot namestnik. Zlasti je nadziral vse vojaške sile v regiji in pravosodni sistem. Smrtne kazni je lahko  izrekal  brez sojenja. Prav tako je lahko izdajal odloke, ki so imeli moč zakona in bi lahko spremenili obstoječe zakone. 

### Upravni svet
Upravni svet (poljsko Rada administracyjna) je bil del državnega sveta kraljevine. Uveden je bil z ustavo Kongresne Poljske iz leta 1815. Sestavljalo ga je pet ministrov, ki sta jih imenovala kralj in podkralj Kongresne Poljske. Svet je izvrševal kraljevo voljo v primerih, ki niso bili v pristojnosti ministrov, in pripravljal projekte za Državni svet.

## Upravna razdelitev
Upravna razdelitev kraljestva se je v zgodovini večkrat spremenila. Izvedene so bile tudi različne manjše reforme, ki so bodisi večje enote razdelile na manjše bodisi manjše združile v večje. 
Kongresna Poljska je bila takoj po ustanovitvi leta 1815 razdeljena na departmaje, dediščino iz časov Varšavske vojvodine, v kateri so vladali Francozi. 
16. januarja 1816 je bila upravna razdelitev reformirana, pri čemer so bili departmaji nadomeščeni z bolj tradicionalno poljskimi vojvodstvi, teh je bilo osem, obvodi in povjati. 7. marca 1837, po novembrski vstaji v začetku tega desetletja, je sledila nova upravna reforma, s katero se je z uvedbo gubernij Kongresna Poljska približala strukturi Ruskega carstva. Leta 1842 so bili okraji preimenovani v okrožja, obvodi  pa v okraje. Leta 1844 je bilo več gubernij združenih v nove, nekatere druge pa so bile preimenovane. V Kongresni Poljski je ostalo pet gubernij. 
Po neuspeli januarski vstaji so bile leta 1867 uvedene nadaljnje reforme, ki naj bi upravno strukturo Poljske približale strukturi Ruskega imperija. Obstoječih deset velikih gubernij je bilo razdeljenih na deset manjših, hkrati pa je bila uvedena gmina, nova enota na nižji ravni. Z reformo iz leta 1912 je bila iz delov gubernij Sedlec in Lublin ustanovljena nova Holmska gubernija, ki je postala del Ruskega imperija.

## Gospodarstvo
Četudi so se gospodarske razmere s časi spreminjale, je bila Kongresna Poljska eno največjih gospodarstev na svetu. Sredi 19. stoletja je postala močno industrializirana, vendar je kmetijstvo  ohranilo pomembno vlogo v gospodarstvu države. Za stabilizacijo državnih financ je bil pomemben izvoz pšenice, rži in drugih poljščin. Pomemben trgovinski partner Kongresne Poljske je bila Velika Britanija, ki je uvažala poljsko blago v velikih količinah. 
Državno gospodarstvo, v katerem je kmetijstvo predstavljalo 70 % nacionalnega dohodka, se je gospodarsko znatno preobrazilo z odpiranjem rudnikov in razvojem tekstilne industrije. Razvoj teh sektorjev je prinesel državi več dobička in višje davčne prihodke. Začetki so bili težki, predvsem zaradi poplav in napetih diplomatskih odnosov s Prusijo. Poljski trg se je svetu odprl šele leta 1822 po pogajanjih kneza Frančiška Ksaverja Drucki-Lubeckega. Knez je poskušal uvesti tudi ustrezne zaščitne dajatve. Velika in donosna naložba je bila izgradnja Avgustovskega prekopa, ki je povezal reki Narev in Nemen in obšel Danzig (Gdańsk) in visoke pruske carine. Drucki-Lubecki je ustanovil tudi Poljsko banko, po kateri se ga najbolj spominja.
Prvi poljski parni mlin je bil zgrajen leta 1828 v Warsaw-Solecu. Prvi tekstilni stroj je stekel leta 1829. Večje število strojev je obratovalo predvsem v manufakturah. Vlada je spodbujala tuje strokovnjake, večinoma Nemce, da so se lotevali proizvodnje v industrijskem obsegu. Do leta 1887 je bilo 550 od 29.000 pruskih posestnikov na Poljskem hkrati tudi manufakturistov. Nemci so bili deležni davčnih olajšav, kar je omogočilo ustanovitev enega največjih evropskih tekstilnih centrov v Lodžu in okoliških mestih, kot sta Ozorków in Zduńska Wola. Sprva majhna in nepomembna naselja so se kasneje razvila v velika in večkulturna mesta, kjer so bili večina prebivalstva Nemci in Judje. Z odpravo  carin leta 1851 in nadaljnjo gospodarsko rastjo so poljska mesta pridobivala tako bogastvo kot pomen. Na ruskem trgu je imela prednost predvsem Varšava, povezana z gradnjo železniških prog in mostov. 
Kljub hitremu gospodarskemu in industrijskemu napredku se je večina kmetij, imenovanih folvarki, opirala na ročno delo podložnikov in plačane delovne sile. Le nekaj kmetij je eksperimentiralo z rabo strojev in druge opreme, uvožene iz Anglije. Gojiti so se začeli novi pridelki, kot je sladkorna pesa, kar je pomenilo začetek poljskih rafinerij sladkorja. Med januarsko vstajo je okupacijska oblast želela kmečkim upornikom odvzeti njihovo priljubljenost med zemljiško gospodo. Zvišali so se davki in splošni gospodarski položaj meščanov se je poslabšal. Plemiči in posestniki so dobili več privilegijev, pravic in celo denarno podporo v obliki podkupovanja. Cilj teh ukrepov je bil oslabiti podporo plemstva in posestnikov, pa tudi meščanstva, upornikom proti Ruskemu imperiju. 
Kongresna Poljska je bila največji proizvajalec cinka v Evropi. Razvoj industrije cinka se je začel v začetku 19. stoletja. Vzrok zanj je bilo znatno povečanje povpraševanja po cinku, predvsem v industrializiranih državah zahodne Evrope.
Leta 1899 je Aleksander Ginsberg v Varšavi ustanovil podjetje FOS (Fabryka Przyrządów Optycznych, Tovarna optične opreme). FOS ni bilo edino podjetje v Ruskem imperiju, ki je izdelovalo in proizvajalo kamere, teleskope, objektive in stereoskope. Tovarna je leta 1903 zaposlovala 30 delavcev, leta 1911 pa že okoli 150. Po izbruhu prve svetovne vojne so tovarno preselili v Sankt Peterburg. 
V poznih 1890. in zgodnjih 1900. letih je Rusija doživela premogovno krizo, ki sta jo zaznamovala pomanjkanje premoga in visoke cene. Krizo so pripisali dramatičnemu povečanju industrijske proizvodnje in še vedno nastajajočemu premogovništvu. Leta 1900 je minister za finance zaradi pomanjkanja premoga v varšavski industrijski regiji odobril dajatev prost uvoz 125.000.000 pudov premoga (pud = 16,3805 kg).

## Demografija
Po popisu prebivalstva Ruskega imperija leta 1897 je imela kongresna Poljska 9.402.253 prebivalcev, od tega 4.712.090 moških in 4.690.163 žensk.
| Jezik       | Govorci   | %      |
| ----------- | --------- | ------ |
| Poljščina   | 6.755.503 | 71,85  |
| Jidiš       | 1.267.194 | 13,48  |
| Nemščina    | 407.274   | 4,33   |
| Maloruščina | 335.337   | 3,57   |
| Litovščina  | 305.322   | 3,25   |
| Ruščina     | 267.160   | 2.84   |
| Beloruščina | 29.347    | 0,31   |
| Drugi       | 35.116    | 0,37   |
| Skupaj      | 9.402.253 | 100,00 |

## Opomba
1. ↑  Viri so enotni, da je bila po padcu januarske vstaje leta 1864 avtonomija kongresne Poljske drastično zmanjšana. Ne strinjajo pa se glede tega, ali je Kraljevino Poljsko, pogovorno znano kot Kongresna Poljska, kot državo uradno nadomestila Dežela Visla (Privislinski kraj), provinca Ruskega imperija, saj mnogi viri še vedno uporabljajo izraz Kongresna Poljska za obdobje po letu 1864. Viri prav tako niso jasni glede tega, kdaj se je uradno končala Kongresna Poljska (ali Dežela Visla). Nekateri trdijo, da se je končala, ko sta nemška in avstro-ogrska okupacijska oblast med prvo svetovno vojno prevzeli nadzor nad tem območjem. Drugi trdijo, da se je končala z ustanovitvijo Kraljevine Poljske leta 1917. In ne nazadnje nekateri trdijo, da se je končala šele z ustanovitvijo neodvisne republike Poljske leta 1918.[3][4][5][6]

## Dodatno branje
- Davies, Norman. God's Playground: A History of Poland. Vol. 2: 1795 to the Present (Oxford University Press, 1982) str. 306–33
- Getka-Kenig, Mikolaj. "The Genesis of the Aristocracy in Congress Poland," Acta Poloniae Historica (2009), Issue 100, str. 79–112; ISSN 0001-6829.
- Kropotkin, Peter Alexeivitch; Bealby, John Thomas (1911). »Poland, Russian« .  V Chisholm, Hugh (ur.). Enciklopedija Britannica (v angleščini). Zv. 21 (11. izd.). Cambridge University Press. str. 929–932.
- Leslie, R. F. (1956). Polish politics and the Revolution of November 1830. Greenwood Press. ISBN 9780837124162.
- Leslie, R. F. "Politics and economics in Congress Poland," Past and Present (1955), 8#1, str. 43–63 JSTOR 649777
- Mykhed, Oksana (2014). »Not by Force Alone: Public Health and the Establishment of Russian Rule in the Russo-Polish Borderland, 1762–85«. Borderlands in World History, 1700–1914 (v angleščini). Palgrave Macmillan UK. str. 123–142. ISBN 978-1-137-32058-2.
- Zamoyski, Adam. Poland: a history. New York: Hippocrene Books, 2012